# James Mooney
James Mooney   (Richmond, 10 de febrer de 1861 - Washington DC, 22 de desembre de 1921) va ser un etnògraf estatunidenc que va viure durant alguns anys entre el cherokees. Va fer importants estudis dels amerindis del Sud-est, així com dels de les Grans Planes. Les seves obres més notables eren els seus estudis etnogràfics de la Ghostdance després de la mort de Bou Assegut en 1890, un moviment religiós del segle xix estès entre diversos grups culturals amerindis dels Estats Units grups culturals, i els cherokees: The Sacred Formulas of the Cherokees (1891), i Myths of the Cherokee (1900), tots publicats pel Bureau of American Ethnology. Els artefactes de Mooney són a les col·leccions del Departament d'Antropologia del Museu Nacional d'Història Natural, Smithsonian Institution i al Departament d'Antropologia del Museu Field d'Història Natural Arxivat 2014-07-08 a Wayback Machine.. Els diaris i fotografies de Mooney es troben a les col·leccions del Arxius Nacionals Antropològics del Departament d'Antropologia del Smithsonian Institution.

## Biografia
James Mooney va néixer el 10 de febrer de 1861 a Richmond (Indiana), fill d'immigrants catòlics irlandesos. La seva educació formal va ser limitada a les escoles públiques de la ciutat. Es va convertir en un expert autodidacta en les tribus americanes pels seus propis estudis i la seva observació acurada durant residències llargues amb diferents grups.
En 1885 va començar a treballar en el Bureau of American Ethnology a Washington, D.C. sota John Wesley Powell. Va compilar una llista de tribus que contenia 3.000 noms. Va acabar després de la massacre de l'exèrcit dels Estats Units als lakotes a Wounded Knee, Dakota del Sud, en 1890. Mooney va ser reconegut com un expert nacional en amerindis.
Es va casar amb Ione Lee Gaut el 28 de setembre de 1897 a Washington, D.C., i van tenir sis fills. Un dels seus fills fou l'escriptor Paul Mooney. Mooney va morir d'una malaltia cardíaca a Washington, D.C. el 22 de desembre de 1921.Hom pot trobar l'obituari de Mooney en JSTOR a American Anthropologist 24, #2 (New Series), pp. 209–214. Fou enterrat al Cementiri del Mont de les Oliveres.
Es pot trobar un perfil biogràfic més complet de George Ellison a "James Mooney's history, myths, and sacred formulas of the Cherokees."

## Bibliografia

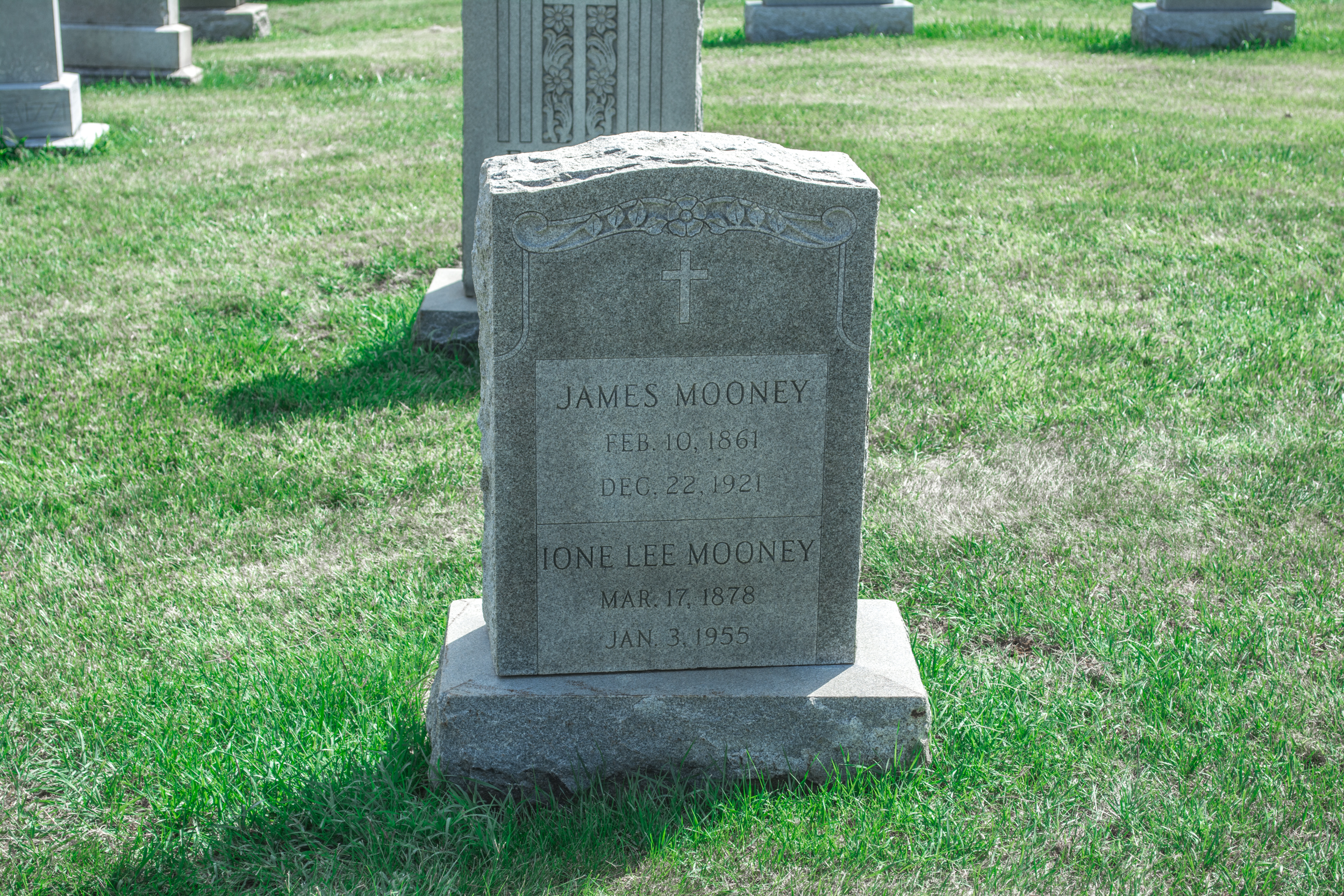
Tomba de James Mooney al Cementiri Mount Olivet a Washington, D.C.